# Pcheng Te-chuaj
Pcheng Te-chuaj (pīnyīn: Peng Dehuai; 24. října 1898 - 29. listopadu 1974) byl čínský komunistický maršál, který sloužil jako čínský ministr obrany v letech 1954 až 1959. 

## Život
Narodil se v chudé rolnické rodině a získal několik let základního vzdělání, než ho chudoba jeho rodiny přinutila ve věku deseti let přerušit vzdělávání a několik let pracovat jako dělník. Když mu bylo šestnáct, Pcheng se stal profesionálním vojákem. Během příštích deseti let sloužil v armádách několika vojenských vůdců v Chu-nanu a vypracoval se na majora. V roce 1926 se Pchengova armáda připojila ke Kuomintangu a Pcheng se poprvé seznámil s komunismem. Účastnil se severního pochodu a podporoval pokus Wanga Ťing-weje o vytvoření levicově orientované vlády Kuomintangu se sídlem ve Wu-chanu. Poté, co byl Wang poražen, se Pcheng krátce vrátil k Čankajškovým silám, a pak vstoupil do Komunistické strany Číny a připojil se k Mao Ce-tungovi a Ču Temu.
Pcheng byl jedním z nejvyšších velitelů, kteří bránili sovět v Ťiang-si před pokusy Čch'-anga ho dobýt, a jeho úspěchy se daly srovnávat pouze s Lin Piaovými. Pcheng se účastnil dlouhého pochodu a podporoval Mao Ce-tunga na konferenci v Cun-i, která byla pro Maův vzestup k moci zásadní. Během druhé čínsko-japonské války v letech 1937–1945 byl Pcheng jedním z nejsilnějších zastánců udržení příměří s Kuomintangem, aby mohl soustředit všechny čínské kolektivní zdroje na boj proti Japoncům. Pcheng byl vrchním velitelem spojené kuomintangsko-komunistické armády bojující japonské okupaci Šan-si v roce 1937; a v roce 1938 velel 2/3 8. polní armády. V roce 1940 vedl Pcheng ofenzívu sta pluků, masivní komunistický útok na japonskou logistickou síť v severní Číně. Ofenzíva byla částečně úspěšná, ale politické spory uvnitř komunistické strany vedly k tomu, že Pcheng byl povolán zpět do Jen-anu a zbytek války strávil, aniž by něčemu velel. Když se Japonci vzdali, dostal v roce 1945 Pcheng na povel komunistické síly v severozápadní Číně. Byl nejvyšším velitelem odpovědným za obranu komunistického vedení v Šen-si před silami Kuomintangu, čímž minimálně jednou zachránil Maa před zajetím. Pcheng nakonec Kuomintang v severozápadní Číně porazil, ukořistil obrovské množství vojenského materiálu a aktivně začlenil obrovské území včetně Sin-ťiangu do Čínské lidové republiky.
Pcheng byl jedním z mála vysokých vojenských velitelů, kteří v letech 1950–1953 podporovali Maovy návrhy zapojit Čínu do korejské války, a v první polovině války působil jako velitel Čínské lidové dobrovolnické armády (ačkoli Mao a Čou En-laj byli výše postavení). Zkušenosti z korejské války Pchenga přesvědčily, že čínská armáda musí být profesionálnější, organizovanější a lépe vybavená, aby se mohla přizpůsobit podmínkám moderní technologické války. Protože Sovětský svaz byl jedinou komunistickou zemí, která byla tehdy vybavena plně moderní profesionální armádou, pokusil se Pcheng v příštích několika letech reformovat čínskou armádu podle sovětského modelu, čímž se armáda stala méně politickou a profesionálnější (i když Mao usiloval o opak). Pcheng v průběhu padesátých let odolával Maovým pokusům o rozvoj kultu osobnosti; a když Maova hospodářská politika spojená s velkým skokem vpřed způsobila celonárodní hladomor, Pcheng začal Maovo vedení kritizovat. Soupeření mezi Pchengem a Maem vyvrcholilo v roce 1959 otevřeným sporem mezi nimi na Lušanské konferenci. Mao střet vyhrál, označil Pchenga za vůdce „protistranícké kliky“ a zbavil ho všech vlivných pozic po zbytek jeho života.
Pcheng žil v ústraní až do roku 1965, kdy reformátoři Liou Šao-čchi a Teng Siao-pching podpořili jeho omezený návrat Pchenga do funkcí, aby pomohl rozvoji vojenského průmyslu v jihozápadní Číně. V roce 1966, po nástupu kulturní revoluce, byl Peng zatčen Rudými gardami. V letech 1966–1970 radikální frakce v komunistické straně, které vedli Lin Piao a Maova manželka Ťiang Čching, označily Pchenga za nepřítele lidu, takže byl veřejně ponižován a podroben fyzickému i psychickému mučení, aby přiznal své „zločiny“ proti Mao Ce-tungovi a komunistické straně. V roce 1970 byl Pcheng odsouzen k doživotnímu vězení a v roce 1974 zemřel ve vězení na následky mučení a toho, že mu Mao odmítl nechat poskytnout lékařskou pomoc. Když Mao roku 1976 zemřel, Pchengův starý spojenec Teng Siao-pching se stal vůdcem Číny. Teng nechal rehabilitovat lidi, kteří byli během kulturní revoluce nespravedlivě pronásledováni, a Pcheng byl jedním z prvních posmrtně rehabilitovaných, a to v roce 1978. V dnešní Číně je Pcheng považován za jednoho z nejúspěšnějších a nejuznávanějších generálů v historii Komunistické strany Číny.